# Molorchus relictus
Molorchus relictus är en skalbaggsart som beskrevs av Tatsuya Niisato 1996. Molorchus relictus ingår i släktet Molorchus och familjen långhorningar. Inga underarter finns listade i Catalogue of Life.